# Mercedes-Benz Clase GLB
El Mercedes-Benz Clase GLB es un SUV crossover del segmento C de lujo con cinco puertas y tracción integral o total presentado por el fabricante alemán Daimler AG el 10 de junio de 2019 en Park City, Utah. Se presentó previamente como prototipo de automóvil al público en el Salón del Automóvil de Shanghái en abril de 2019. El GLB se posiciona en cuanto a tamaño entre el crossover Clase GLA y el SUV más grande Clase GLC. La fecha de lanzamiento para tomar órdenes comenzó en julio de 2019. La producción comenzó a finales de 2019 para modelos 2020. Salió a la venta en noviembre de 2019 en México.